# Neugarz
Neugarz (früher auch Neu Garz geschrieben) ist ein Wohnplatz im Ortsteil Altgarz der Gemeinde Großderschau im Landkreis Havelland in Brandenburg. Der Ort gehört dem Amt Rhinow an.

## Lage
Neugarz liegt im Naturpark Westhavelland am Zusammenfluss der Flüsse Bültgraben und Rhin, knapp 18 Kilometer Luftlinie nördlich von Rathenow. Umliegende Ortschaften sind Altgarz im Norden, Horst im Osten, Stölln und die Stadt Rhinow im Süden und Buchhorst im Westen. Neugarz liegt an der Bundesstraße 102.

## Geschichte
Neugarz wurde nach der Eindeichung der Dosse in den Jahren 1773/74 gegründet. Der Ortsname geht wie beim Nachbardorf Altgarz auf eine historische Flurbezeichnung zurück. 1775 wurden in Neugarz zehn Familien als Hopfengärtner angesiedelt. Damals war Neugarz dem kurfürstlich-brandenburgischen Amt Neustadt an der Dosse angehörig und gehörte zum Ruppinischen Kreis. Ab 1815 wurde die Verwaltungseinheit in der preußischen Provinz Brandenburg als Kreis Ruppin weitergeführt. Am 1. April 1936 wurde Neugarz nach Altgarz eingemeindet.
Nach der Verwaltungsgebietsreform in der DDR im Juli 1952 gehörte Neugarz bis zum 1. Januar 1958 dem Kreis Kyritz im Bezirk Potsdam und danach dem Kreis Rathenow an. Am 1. Mai 1974 wurde Altgarz mit Neugarz in die Gemeinde Großderschau eingemeindet. Nach der Wiedervereinigung gehörte Neugarz noch bis Dezember 1993 zum Landkreis Rathenow, der schließlich mit dem Landkreis Nauen zum heutigen Landkreis Havelland fusioniert wurde.

## Bevölkerungsentwicklung
| Jahr | Einwohner |
| ---- | --------- |
| 1875 | 69        |
| 1890 | 54        |
| 1910 | 39        |

| Jahr | Einwohner |
| ---- | --------- |
| 1925 | 48        |
| 1933 | 45        |

Gebietsstand des jeweiligen Jahres